# Melaleuca densispicata
Melaleuca densispicata är en myrtenväxtart som beskrevs av Norman Brice Byrnes. Melaleuca densispicata ingår i släktet Melaleuca och familjen myrtenväxter. Inga underarter finns listade i Catalogue of Life.